# Лохум
Лохум (нем. Lochum) — община в Германии, в земле Рейнланд-Пфальц. 
Входит в состав района Вестервальд. Подчиняется управлению Хахенбург.  Население составляет 309 человек (на 31 декабря 2010 года). Занимает площадь 4,65 км².